# The Joe Satriani EP
A The Joe Satriani EP egy Ep a gitáros Joe Satrianitól melyet 1984-ben adtak ki. Öt darab dalt tartalmaz, mely mindegyik instrumentális rock stílust képvisel. Ezen CD után kapott Satriani szerződést egy kiadóval.
Az EP arról nevezetes, hogy Satriani csak az elektromos gitár hangjait használja. Eredetileg saját kiadásban, csak bakeliten jelent meg, korlátozott számban. A számok a „Time Machine” első lemezén jelent meg újra 1993-ban. A Talk To Me azonban nem került bele, mert a szalagjai megsérültek. Satriani az albumot gitártanárként készítette a kaliforniai Berkeleyben.

## Track lista
1. "Talk to Me" – 3:30
2. "Dreaming Number Eleven" – 3:40
3. "Banana Mango" – 2:42
4. "I Am Become Death" – 3:54
5. "Saying Good-Bye" – 2:52